# Бен, Леа Айседора
Леа Айседора Бен (англ. Leah Isadora Behn; род. 8 апреля 2005, Ханкё, Норвегия) — норвежская аристократка, вторая дочь принцессы Марты Луизы и писателя Ари Бена. На данный момент занимает 6-е место в линии наследования норвежского престола.

## Биография
Леа Айседора родилась 8 апреля 2005 года. У неё есть две сестры: Мод Ангелика (род. 2003) и Эмма Таллула (род. 2008). Как и её сестры, она не носит титул принцессы, по факту рождения от простолюдина. 
Лею крестили 16 июня 2005 года в часовне Королевского дворца в Осло. Её назвали в честь Леи Органы, одного из персонажей вселенной «Звёздные войны». В интервью газете Aftenposten Мать Леи, Марта Луиза рассказала что является поклонником данного сериала.
Крестными родителями Леи Айседоры являются Лаурентиен Нидерландская, друзья ее матери Гри Бруслетто и Катарина Сальбу, её дядя по отцовской линии Эспен Бьоршол, друг ее отца Йон Андреас Хотун и Дидрик Вигснес. Бабушка Лии, Соня Харальдсен, отнесла ее к купели.
Сначала она жила со своей семьёй в Ломмедалене. Затем в период с 2012 по 2015 год они жили в Лондоне. Её родители развелись в 2016 году, а 25 декабря 2019 года её отец совершил самоубийство.
В 2016 году она как и другие члены королевской семьи, были награждены Памятной медалью Серебряного юбилея короля Харальда V.
Леа Айседора имеет свои каналы на таких социальных платформах как YouTube, Instagram и TikTok.
В 2021 году она получила награду «Лучший бьюти-инфлюэнсер года» на норвежской церемонии Vixen Awards, дебютировав на красной дорожке на мероприятии Кайли Дженнер Kylie Cosmetics ранее в том же году.